# Aenasius longiscapus
Aenasius longiscapus är en stekelart som beskrevs av Compere 1937. Aenasius longiscapus ingår i släktet Aenasius och familjen sköldlussteklar. Inga underarter finns listade i Catalogue of Life.